# سان ماورو باسكولي
سان ماورو باسكولي (بالإيطالية: San Mauro Pascoli)‏ هي بلدية في مقاطعة فورلي تشيزينا في إقليم إميليا رومانيا الإيطالي.

## السكان
في سنة 1861 بلغ عدد السكان 2٬170 نسمة، وتطور العدد ليصل في سنة 2011 لـ 11٬090 نسمة.
يظهر هذا المخطط البياني تطور النمو السكاني لـ سان ماورو باسكولي

## توأمة
لسان ماورو باسكولي اتفاقيات توأمة مع كل من:
- Teggiano [الإنجليزية]‏
- ناومبورغ
- Sousel [الإنجليزية]‏